# Абрамочкин, Денис Валерьевич
Денис Валерьевич Абрамочкин (род. 10 сентября 1985 года) — российский учёный-физиолог, член-корреспондент РАН (2025).

## Биография
Родился 10 сентября 1985 года.
В 2007 году — окончил кафедру физиологии человека и животных биологического факультета МГУ.
В 2009 году — окончил аспирантуру биологического факультета и защитил кандидатскую диссертацию, тема: «Миграция водителя ритма в синоатриальном узле и её механизмы».
В 2016 году — защитил докторскую диссертацию, тема: «Секреция ацетилхолина в сердце и механизмы холинергической регуляции миокарда».
С 2011 года — работает на кафедре физиологии человека и животных НМИЦК им. ак. Е. И. Чазова, текущая должность — заведующий кафедрой.
Профессор кафедры физиологии медико-биологического факультета, ведущий научный сотрудник научно-исследовательской лаборатории электрофизиологии института физиологии Пироговского университета.
В 2025 году — избран членом-корреспондентом РАН от Отделения физиологических наук.

## Научная деятельность
Специалист в области клеточной электрофизиологии сердца, исследует ионные токи, механизмы формирования и регуляции электрической активности кардиомиоцитов, а также механизмы нарушений сердечного ритма и способы борьбы с ними.
Автор 116 научных статей.
Индекс Хирша в РИНЦ — 14, в Scopus — 15, в WoS — 14.

## Награды
- Медаль РАН с премией для молодых ученых России (2018) — за лучшие научные работы
- Премия имени И. И. Шувалова (2020) — за докторскую диссертацию «Секреция ацетилхолина в сердце и механизмы холинергической регуляции миокарда»